# Agathosma apiculata

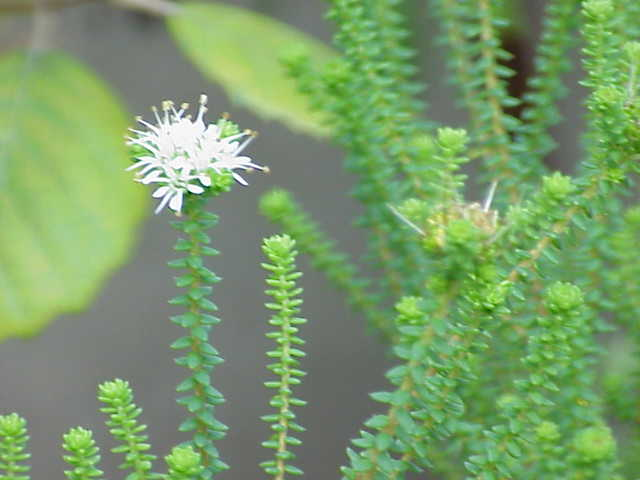
Detall de la planta

Agathosma apiculata és una espècie d'arbust de la família de les Rutàcies. Es troba de manera natural a les dunes costaneres, als turons argilosos a Sud-àfrica a Port Elizabeth i pel riu Van Stadens, i als sòls de granit, així com sòls de pedra calcària de Riversdale a Bredasdorp, fins a una altitud de 300 m.
És un arbust que arriba a mesurar uns 30-150 cm d'alçada, amb branques suaus, amb fulles peciolades, ovades, agudes a cada extrem, glabres, amb un nervi prominent, gibosa a la punta, amb una sola filera de glàndules als nervis. Les inflorescències tenen forma d'umbel·la amb moltes flors, essent pedunculades en una branca molt curta, amb pedicels minuciosament pubescents i amb 2 bràctees a la base. El fruit es troba en forma de càpsules subcomprimides, glabres i pubescents a la part superior, amb una banya curta.
El nèctar de les flors d'aquest arbust atrau a insectes, abelles i papallones, essent responsables de la seva pol·linització. Quan la càpsula del fruit s'asseca es divideix i les llavors s'escampen amb força, el que es coneix com a "dispersió balística". Les formigues en recullen les llavors, dispersades lluny de la planta mare.